# Андаманское море
Андама́нское мо́ре (хинди अंडमान सागर, бирм. မုတ္တမ, тайск. ทะเลอันดามัน, малайск. Laut Andaman, индон. Laut Andaman) — полузамкнутое море Индийского океана, между полуостровами Индокитай и Малакка на востоке, островом Суматра на юге, Андаманскими и Никобарскими островами (которыми отделяется от Бенгальского залива) на западе. На севере простирается до дельты реки Иравади. Малаккским проливом соединяется с Южно-Китайским морем. Площадь — 605 тысяч км², средняя глубина — 1043 м, максимальная 4507 м, средний объём воды около 660 тыс. км³. Солёность летом 31,5—32,5 ‰, зимой 30,0—33,0 ‰, в северной части под влиянием стока рек и муссонов падает до 20—25 ‰. Приливы полусуточные, величина их до 7,2 м.
Предполагается, что название Андаманского моря происходит от имени божества Андумана, почитавшегося в Малайзии.
Традиционно море использовалось для рыболовства и перевозки товаров между прибрежными странами, а его коралловые рифы и острова являются популярными туристическими направлениями. Рыболовная и туристическая инфраструктура была серьёзно повреждена в декабре 2004 года из-за произошедшего в море разрушительного землетрясения, вызвавшего цунами.

## География

### Местоположение
Андаманское море, простирающееся от 92° до 100° в. д. и от 4° до 20° с. ш., занимает очень важное место в Индийском океане, но долгое время оставалось неисследованным. К югу от Мьянмы, к западу от Таиланда и к северу от Индонезии это море отделено от Бенгальского залива Андаманскими и Никобарскими островами и связанной с ними цепью морских гор вдоль границы Индо-Бирманской плиты. Малаккский пролив (между Малайским полуостровом и Суматрой) образует южный выход из бассейна, ширина которого составляет 3 км, а глубина 37 м.

### Размер
Международная гидрографическая организация определяет границы «Андаманского или Бирманского моря» следующим образом:
На юго-западе. Линия, идущая от «Oedjong Raja» («Ujung Raja» или «Point Raja») (5°32′ с. ш. 95°12′ в. д.) на Суматре до Poeloe Bras (Breuëh) и далее через Западные острова Никобарской группы до Sandy Point на Малом Андаманском острове, таким образом, что все узкие воды впадают в Бирманское море.
На северо-западе. Восточная граница Бенгальского залива (линия, идущая от мыса Модин (16°03’ с. ш.) в Бирме (Мьянме) через более крупные острова Андаманской группы, таким образом, что все узкие воды между островами лежат в к востоку от линии и исключены из Бенгальского залива до точки на острове Малый Андаман на 10°48' с. ш. и 92°24' в. д.).
На юго-востоке. Линия, соединяющая Лем Воалан (7°47' с. ш.) в Сиаме (Таиланд) и Педропунт (5°40' с. ш.) на Суматре.
Oedjong означает «мыс» и Lem означает «точка» на голландском языке на картах Нидерландской Ост-Индии (Индонезия). Лем Воалан (мыс Промтхеп) — южная оконечность Пхукета (остров Пхукет).

### Исключительная экономическая зона
Исключительные экономические зоны в Андаманском море:
| Число | Страна                                    | Площадь (Км²) |
| ----- | ----------------------------------------- | ------------- |
| 1     | Индия — Андаманские и Никобарские острова | 659,590       |
| 2     | Мьянма — Материк                          | 511,389       |
| 3     | Таиланд — Андаманское море                | 118,714       |
| 4     | Индонезия — Северо-восточный Ачех         | 76,500        |
| Всего | Андаманское море                          | –             |

## Геология

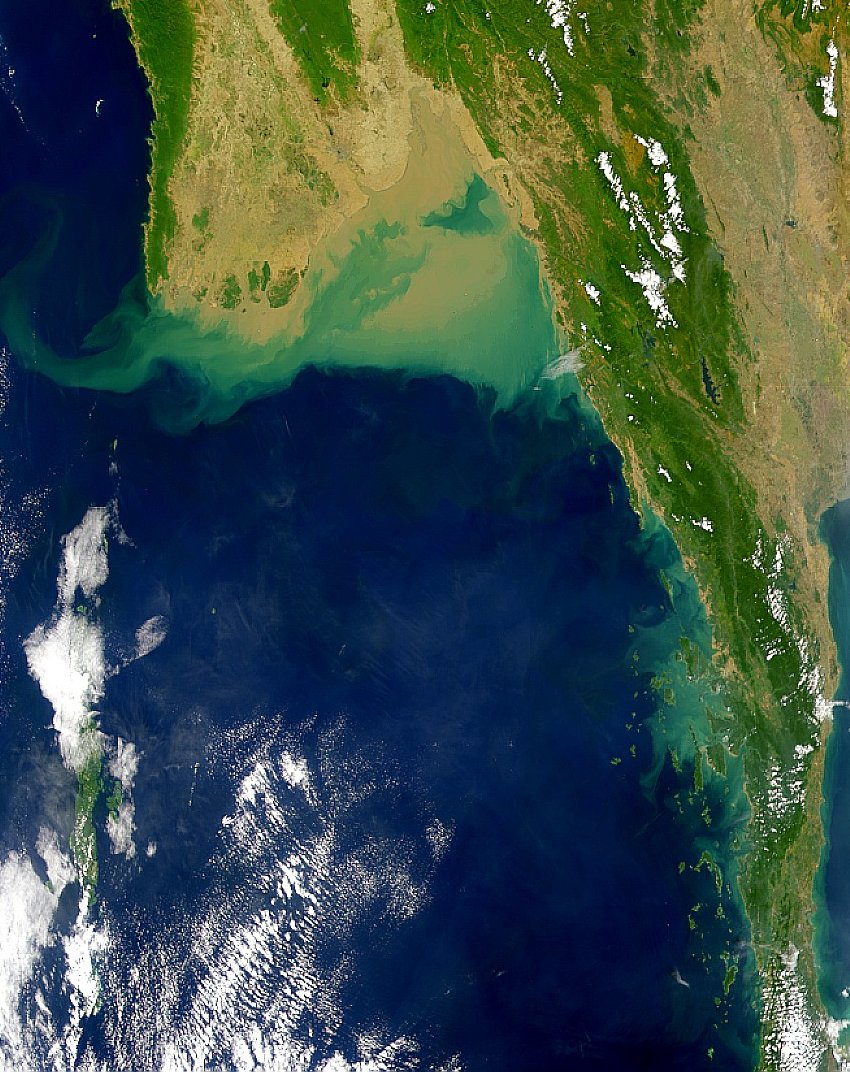
Спутниковый снимок Андаманского моря, на котором видны зелёные водоросли и иловые отложения из-за реки Иравади в её северной части

Северная и восточная стороны бассейна мелководны, так как континентальный шельф у побережья Мьянмы и Таиланда простирается на 200 км (отмечен изобатой 300 м). Около 45 % площади бассейна находится на мелководье (глубина менее 500 м), что является прямым следствием наличия более широкого шельфа. Континентальный склон, следующий за восточным шельфом, довольно крутой между 9° и 14° с. ш.. Здесь перспективный вид подводной топографии, в разрезе вдоль 95 ° в. д. показывает резкий подъём глубины моря примерно на 3000 м на небольшом горизонтальном расстоянии в градус. Изобаты, соответствующие 900 м и 2000 м, также показаны на рисунке, чтобы подчеркнуть крутизну склона. Кроме того, глубокий океан также не свободен от морских гор; следовательно, только около 15 % общей площади находится глубже 2500 м.

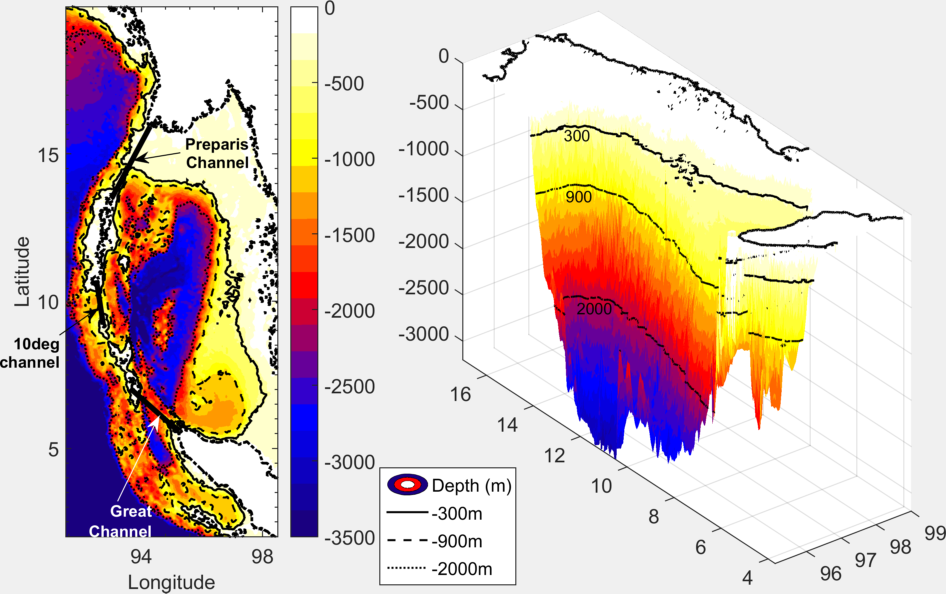
Батиметрия (в метрах) Андаманского моря в 2D и 3D (разрез по 95 ° в. д.)

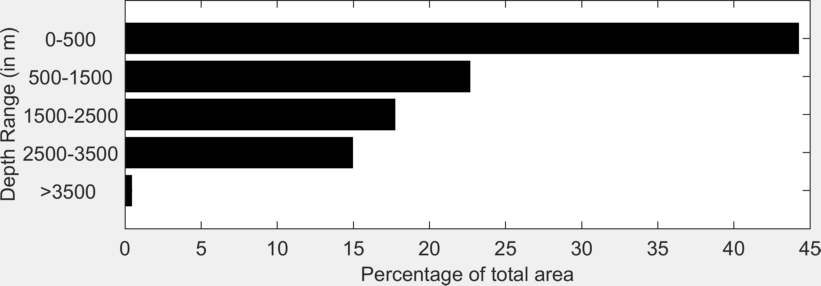
Процент общей площади Андаманского моря, соответствующей разным диапазонам глубин

Северная и восточная части имеют глубину менее 180 метров (590 футов) из-за ила, отложенного рекой Иравади. Эта крупная река впадает в море с севера. Западные и центральные районы имеют глубину 900-3000 метров (3000-9800 футов). Менее 5 % моря находится глубже 3000 метров (9800 футов), а в системе подводных долин к востоку от Андамано-Никобарского хребта глубина превышает 4000 метров (13000 футов). Дно моря покрыто галькой, гравием и песком.
Западная граница Андаманского моря отмечена вулканическими островами и морскими горами, с проливами или проходами переменной глубины, которые контролируют вход и выход воды в Бенгальский залив. Глубина воды резко меняется на коротком расстоянии в 200 км по мере продвижения от Бенгальского залива (глубина около 3500 м) к окрестностям островов (до глубины 1000 м) и далее в Андаманское море. Обмен водой между Андаманским морем и Бенгальским заливом осуществляется через проливы между Андаманскими и Никобарскими островами. Из них наиболее важными проливами (с точки зрения ширины и глубины) являются: Preparis Channel (PC), Ten Degree Channel (TDC) и Great Channel (GC). PC является самым широким, но самым мелким (250 м) из трёх проливов и отделяет юг Мьянмы от северного Андамана. TDC имеет глубину в 600 м и находится между Малым Андаманом и Кар-Никобаром. GC имеет глубину в 1500 м и отделяет Большой Никобар от Банда-Ачеха.

### Тектоника океанского дна

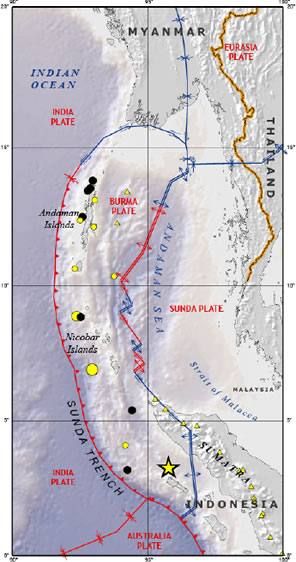
Андаманское море с указанием границ тектонических плит

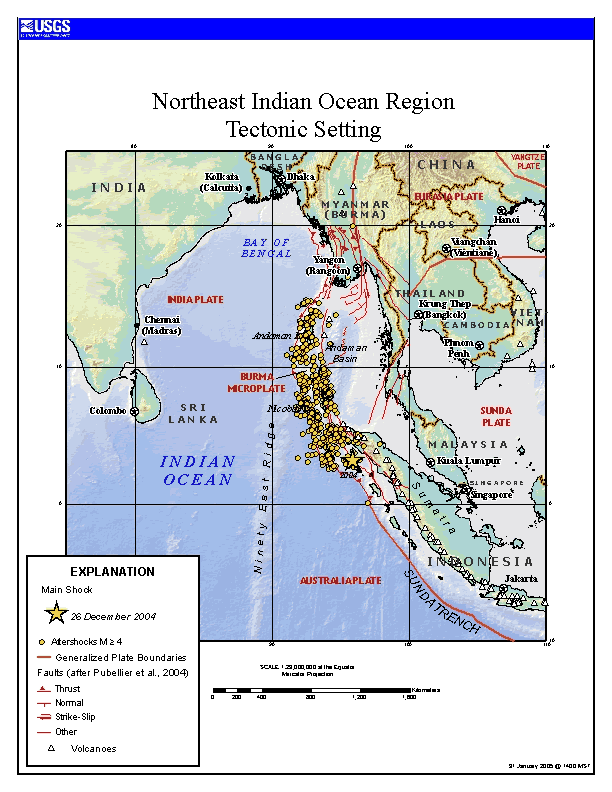
Тектоническая обстановка землетрясения на Суматре (2004)

Проходящая по неровной линии север-юг на дне Андаманского моря граница проходит между двумя тектоническими плитами — Бирманской и Зондской. Считается, что эти плиты (или микроплиты) ранее были частью более крупной Евразийской плиты, но были сформированы, когда активность трансформных разломов усилилась, когда Индийская плита начала своё существенное столкновение с евразийским континентом. В результате был образован центр задугового бассейна, который начал формировать пограничный бассейн, который стал Андаманским морем, нынешние стадии которого начались примерно 3-4 миллиона лет назад.
Граница между двумя основными тектоническими плитами приводит к высокой сейсмической активности в регионе (см. Список землетрясений в Индонезии). Было зарегистрировано множество землетрясений, и по крайней мере шесть в 1797, 1833, 1861, 2004, 2005 и 2007 годах имели магнитуду 8,4 или выше. 26 декабря 2004 года значительная часть границы между Бирманской плитой и Индо-Австралийской плитой соскользнула, что вызвало землетрясение в Индийском океане. Это мегаземлетрясение имело магнитуду 9,3 балла. Границы подверглись надвигу и сдвинулись примерно на 20 метров, при этом морское дно поднялось на несколько метров. Это поднятие морского дна вызвало мощное цунами с оценочной высотой 28 метров (92 фута), которое унесло жизни около 280 000 человек вдоль побережья Индийского океана. За первоначальным землетрясением последовала серия афтершоков по дуге Андаманских и Никобарских островов. Всё это событие нанесло серьёзный ущерб рыболовной инфраструктуре.

### Вулканическая активность

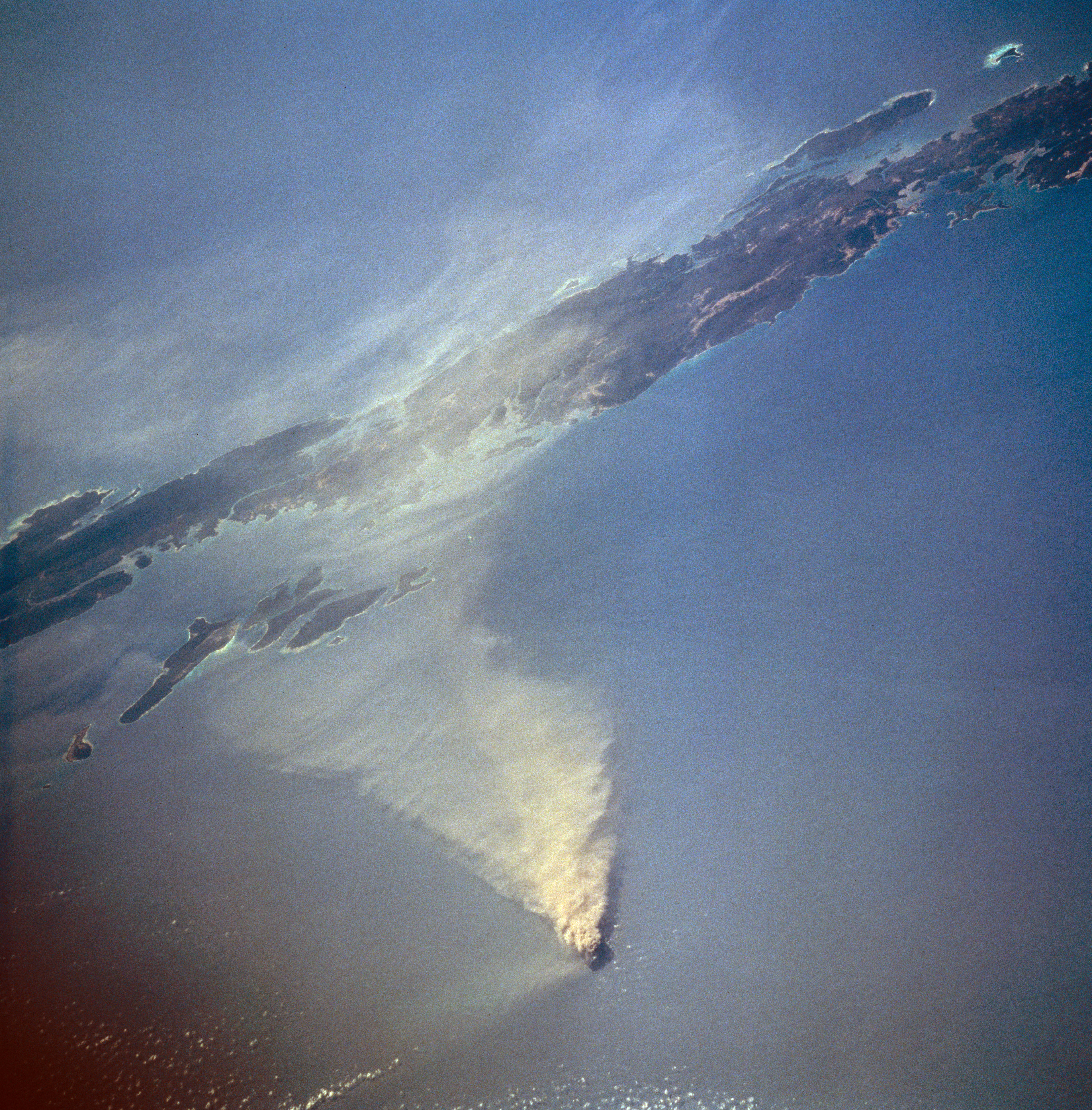
Извержение вулкана на острове Баррен в 1995 году. Андаманские острова (сверху) находятся примерно в 90 км

В море, к востоку от основной группы островов Большого Андаманского архипелага, находится остров Баррен, единственный действующий в настоящее время вулкан, связанный с Индийским субконтинентом. Этот остров-вулкан имеет диаметр 3 км и возвышается на 354 метра над уровнем моря. Его недавняя деятельность возобновилась в 1991 году после почти 200-летнего спокойного периода. Это вызвано продолжающейся субдукцией Индийской плиты под Андаманскую островную дугу, которая заставляет магму подниматься в этом месте Бирманской плиты. Последнее извержение началось 13 мая 2008 года и продолжается до сих пор. Вулканический остров Наркондам, расположенный дальше к северу, также был образован этим процессом. Никаких записей о его деятельности не существует.

### Отложения в море
В совокупности современные реки Иравади и Салуин доставляют в море более 600 миллионов тонн осадков в год. Последнее исследование: 1) На шельфе непосредственно у устьев реки Иравади накапливается небольшое количество современных наносов. Напротив, крупный глинистый клин с дистальным депоцентром толщиной до 60 м был отложен в сторону моря в заливе Мартабан, простираясь до глубины воды ~130 м в Мартабанскую впадину. Кроме того, 2) нет никаких свидетельств того, что современные отложения накапливались или транспортировались в каньон Мартабан; 3) Существует грязевая пелена/одеяло, окутывающее узкий западный шельф Мьянмы в Восточном Бенгальском заливе. Толщина грязевых отложений достигает 20 м у берега и постепенно уменьшается к склону на глубине −300 м и, вероятно, уходит в глубокую Андаманскую впадину; 4) По оценкам, общее количество отложений голоценовых отложений на море составляет ~ 1290 × 109 тонн. Если предположить, что это в основном накопилось со времени среднего голоцена высокого уровня (~ 6000 лет назад), как и в других крупных дельтах, исторический среднегодовой поток осадконакопления на шельфе составит 215 млн т / год, что эквивалентно ~ 35 % современного отложения наносов рек Салуин и Иравади; 5) В отличие от других крупных речных систем в Азии, таких как Янцзы и Меконг, это исследование указывает на двунаправленный перенос и характер осадконакопления, контролируемый местными течениями, на которые влияют приливы и сезонно меняющиеся муссонные ветры и волны.

## Климат
Климат Андаманского моря определяется муссонами Юго-Восточной Азии. Ветровая система по режиму меняется каждый год. В регионе наблюдаются северо-восточные ветры со средней скоростью ветра 5 м/с с ноября по февраль. В эти месяцы в западной части области наблюдается максимальная интенсивность ветра. К марту-апрелю он ослабевает и с мая по сентябрь сменяется сильным юго-западным ветром, при этом средняя скорость ветра достигает 8 м/с в июне, июле и августе и почти равномерно распределяется по всему бассейну моря. К октябрю ветер стихает, а с ноября снова становится северо-восточным.

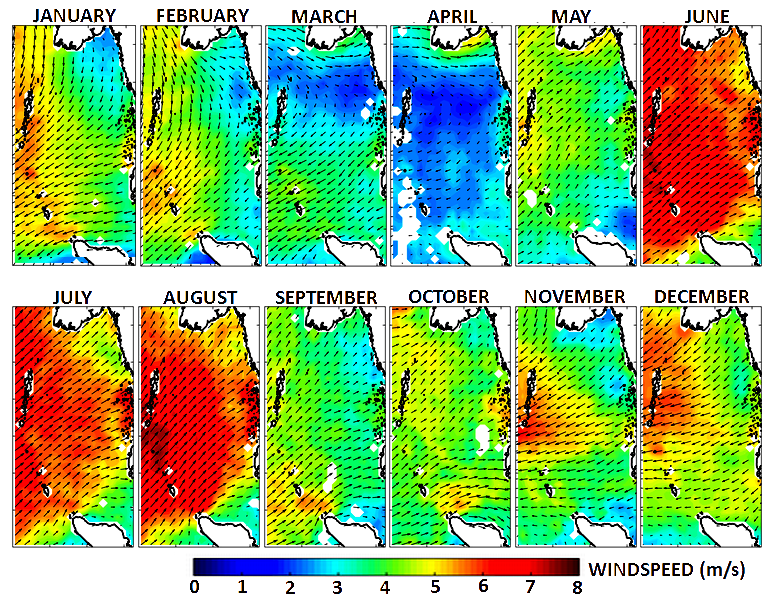
Среднемесячные значения ветра в Андаманском море за 2011 год, выраженные в м/с

Температура воздуха стабильна в течение года и составляет 26 °C в феврале и 27 °C в августе. Количество осадков достигает 3000 мм в год и в основном выпадает летом. Морские течения зимой преимущественно юго-восточные и восточные, а летом — юго-западные и западные. Средняя температура поверхностных вод составляет 26-28 °C в феврале и 29 °C в мае. Температура воды постоянна и составляет 4,8 °C на глубине 1600 м и ниже. Солёность летом 31,5-32,5 ‰ (промилле), зимой 30,0-33,0 ‰ в южной части. В северной части она снижается до 20-25 ‰ за счёт притока пресной воды из реки Иравади. Приливы полусуточные (то есть поднимаются дважды в день) с амплитудой до 7,2 метра.

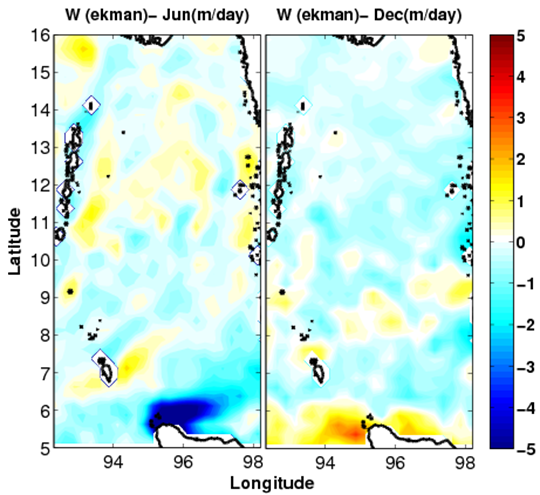
Среднемесячная скорость откачки по Экману (м в сутки) за июнь и декабрь

Влияние ветрового напряжения на поверхность океана объясняется с помощью завихренности ветрового напряжения. Чистая дивергенция воды в смешанном слое океана приводит к откачке Экмана. Сравнение между двумя сезонами показывает очень сильную отрицательную скорость откачки более 5 м в день вдоль северного побережья Индонезии с мая по сентябрь (показано здесь, июнь). Это указывает на вероятную тенденцию прибрежного нисхождения летом. Также наблюдается, что в этом районе развивается слабая, но положительная скорость откачки (менее 3 м в сутки) в устье GC зимой (здесь, в декабре).

## Текущая и волновая гидродинамика

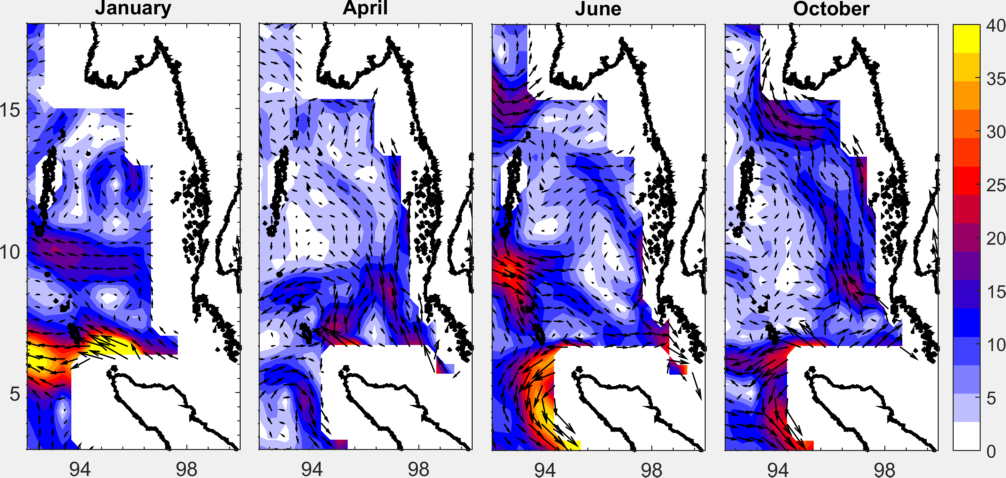
Среднемесячные значения поверхностных течений OSCAR в январе, апреле, июне и октябре, выраженные в см/с

Как правило, течения на юге оказываются сильнее, чем в любой другой части бассейна. Интенсивный поверхностный отток через GC, порядка 40 см/с, происходит летом и зимой. Зимой этот поток направлен на запад, а летом — на юг вдоль западного побережья Индонезии. С другой стороны, TDC имеет сильный приток с поверхности летом, который ослабевает к октябрю. За этим следует устойчивый отток зимой, который ослабевает к апрелю. Хотя поверхностный сток через PC обычно направлен внутрь во время летнего муссона, в предыдущие и последующие месяцы наблюдается отток (сильный отток в октябре, но слабый отток в апреле). В течение апреля и октября, когда влияние местных ветров минимально, в Андаманском море наблюдается усиление меридиональных поверхностных течений в направлении полюса вдоль континентального склона на восточной стороне бассейна. Это характерно для распространения волн Кельвина.

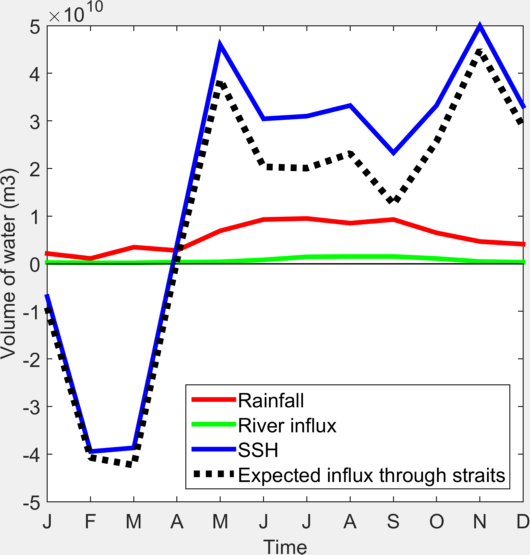
Временные колебания осадков в бассейне, притока рек и аномалии высоты поверхности моря, выраженные в объёме воды

Наблюдается, что уровень воды в бассейне поднимается с апреля по ноябрь с максимальной скоростью накопления воды в апреле и октябре (отмечен крутым наклоном кривой). Повышение высоты поверхности моря (SSH) объясняется выпадением осадков, притоком пресной воды из рек и притоком воды через три основных пролива. Первые два из них поддаются количественной оценке и, следовательно, выражаются в объёмах воды для сравнения. Исходя из этого, можно сделать вывод об ожидаемом притоке через проливы (= аномалия SSH — количество осадков — приток реки). Возможный четвёртый фактор, потери на испарение, по сравнению с этим пренебрежимо мал. (Предыдущие исследования показывают, что среднегодовой приток пресной воды (осадки минус испарение) Андаманского моря составляет 120 см в год.) Установлено, что SSH бассейна в первую очередь определяется переносом воды через проливы. Вклад осадков и рек становится существенным только летом. Следовательно, чистый входящий поток происходит через проливы с апреля по ноябрь, а затем чистый исходящий поток до марта.

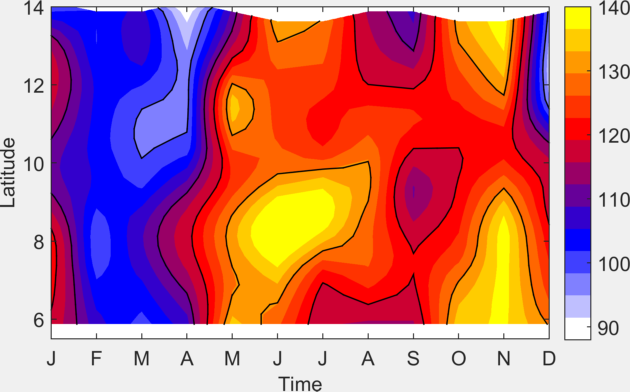
Временное изменение глубины 20-градусной изотермы (в среднем от 95° до 96° в. д.) в метрах

Эволюция относительной завихренности в Андаманском море

В бассейне очень высокая скорость переноса воды через проливы в апреле и октябре. Это период экваториальных струй Wyrtki, которые обрушиваются на побережье Суматры и отражаются в виде волн Россби и прибрежных волн Кельвина. Эти волны Кельвина направляются вдоль восточной границы Индийского океана, и часть этого сигнала распространяется в Андаманское море. Первым подвергнется влиянию северное побережье Суматры. Изотерма 20 °C, которая углубляется в течение того же периода, наводит на мысль о нисходящей природе волн Кельвина. Далее волны распространяются вдоль восточной границы Андаманского моря, что подтверждается дифференциальным углублением 20-градусной изотермы по долготам 94° в. д. и 97° в. д. (в среднем по 8° и 13° северной широты). Эти долготы выбраны таким образом, чтобы одна представляла западную часть бассейна (94° в. д.), а другая — вдоль крутого континентального склона на восточной стороне бассейна (97° в. д.). Замечено, что обе эти долготы испытывают углубление изотерм в апреле и октябре, но эффект более выражен на 97° в. д. (изотермы углубляются на 30 м в апреле и на 10 м в октябре). Это конкретный признак нисходящего потока в бассейне, который определённо не является принудительным локально, поскольку в этот период ветры слабее. Это однозначно подтверждает, что внезапный прорыв воды в бассейн через проливы, усиление восточных пограничных течений и одновременное углубление изотерм в апреле и октябре являются прямым следствием распространения нисходящих волн Кельвина в Андаманском море, удалённо вынужденных экваториальными струями Wyrtki. Эволюция завихренности в бассейне свидетельствует о сильном сдвиге потока в разное время года и, кроме того, указывает на присутствие низкочастотных геофизических волн (например, распространяющихся на запад волн Россби) и других кратковременных вихрей.

## Экология

### Флора
Прибрежные районы Андаманского моря характеризуются мангровыми лесами и морскими лугами. Мангровые заросли покрывают более 600 км² тайских берегов Малайского полуострова, тогда как луга из морских водорослей занимают площадь 79 км². Мангровые заросли в значительной степени ответственны за высокую продуктивность прибрежных вод — их корни улавливают почву и отложения и служат укрытием от хищников и служат питомником для рыб и мелких водных организмов. Их тело защищает берег от ветра и волн, а их детрит является частью водной пищевой цепи. Значительная часть тайских мангровых лесов в Андаманском море была вырублена во время обширного разведения креветок в солоноватой воде в 1980-х годах. Мангровые заросли также были значительно повреждены цунами 2004 года. После этого их частично пересаживали, но их площадь всё ещё постепенно уменьшается из-за деятельности человека.
Другими важными источниками питательных веществ в Андаманском море являются водоросли и илистое дно лагун и прибрежных районов. Они также создают среду обитания или временное убежище для многих роющих и донных организмов. Многие водные виды мигрируют из морских водорослей и обратно либо ежедневно, либо на определённых этапах своего жизненного цикла. Деятельность человека, наносящая ущерб зарослям морских водорослей, включает сброс сточных вод от прибрежной промышленности, креветочных ферм и других форм прибрежного развития, а также траление и использование сетей и драг. Цунами 2004 года затронуло 3,5 % акваторий морских водорослей вдоль Андаманского моря в результате заиления и осаждения песка, а 1,5 % подверглось полной потере среды обитания.

### Фауна

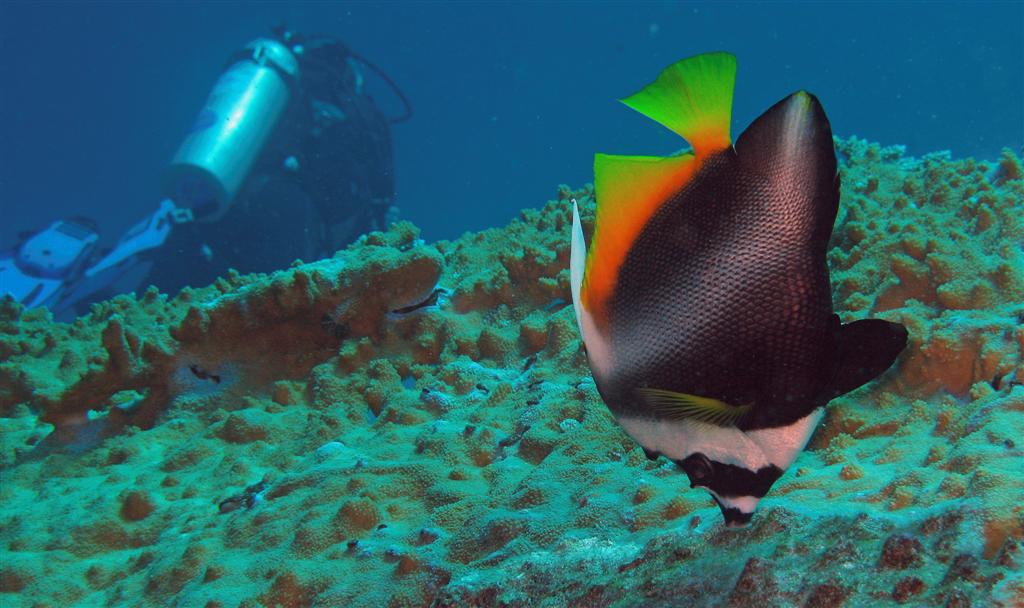
Вымпельные рыбы-бабочки (Heniochus pleurotaenia), Симиланские острова, Таиланд

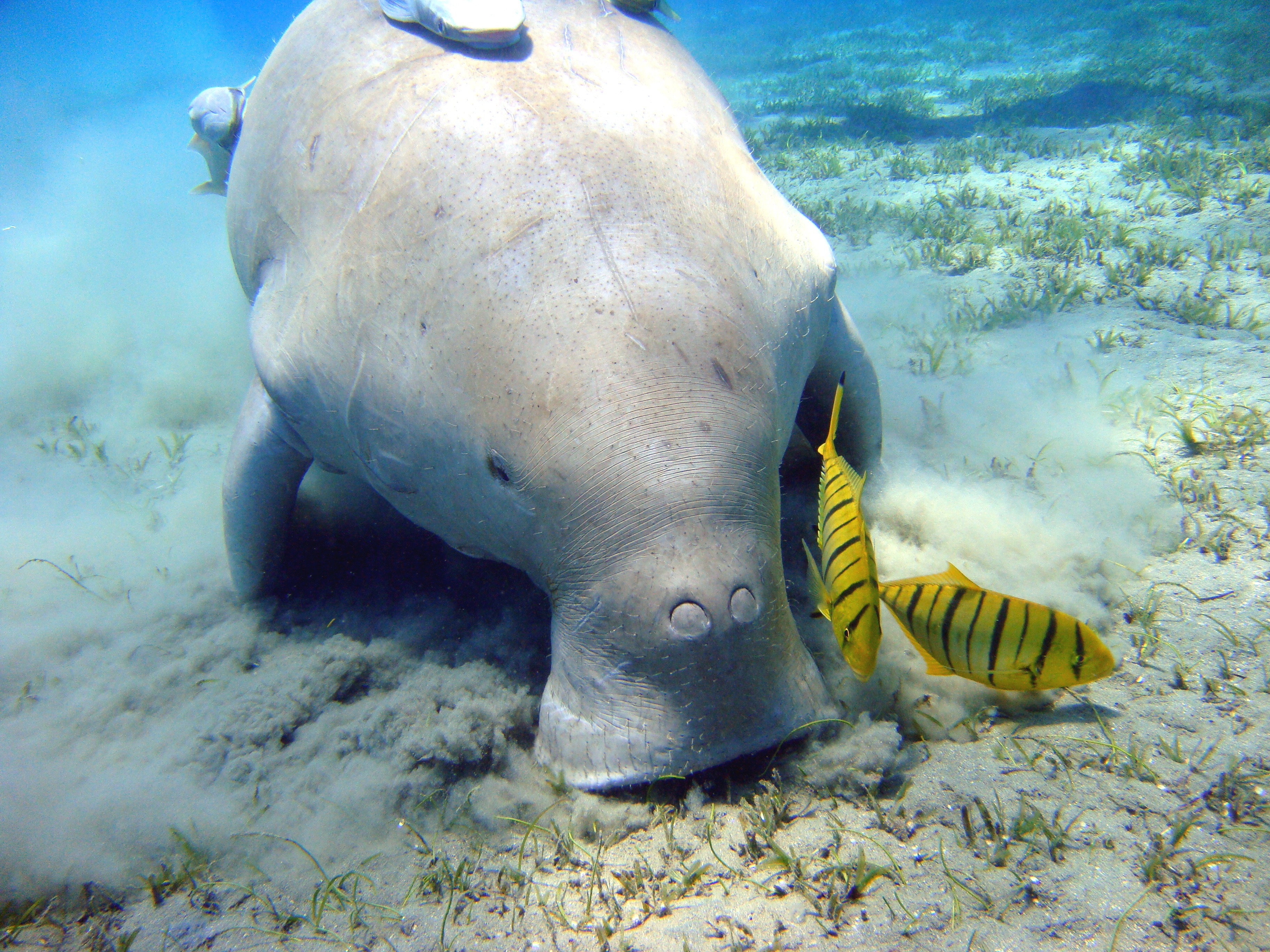
Дюгонь

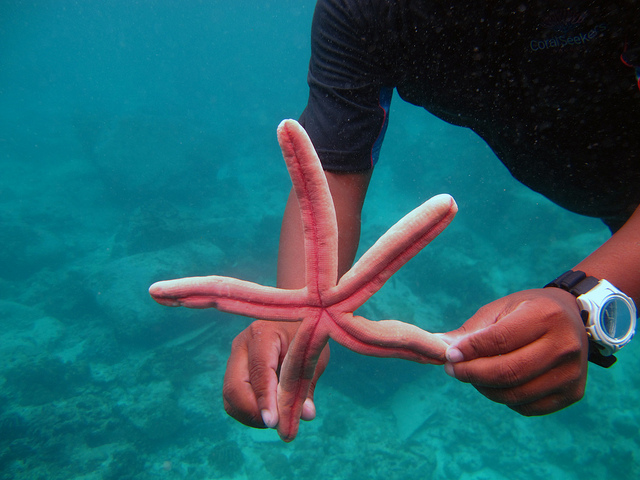
Морская звезда, Андаманское море

Морские воды вдоль Малайского полуострова благоприятствуют росту моллюсков, и здесь насчитывается около 280 съедобных видов рыб, принадлежащих к 75 семействам. Из них 232 вида (69 семейств) встречаются в мангровых зарослях и 149 видов (51 семейство) обитают в морских водорослях; так что 101 вид является общим для обеих сред обитания. В море также обитает множество уязвимых видов фауны, включая дюгони (Dugong dugon), несколько видов дельфинов, таких как иравадийский дельфин (Orcaella brevirostris) и четыре вида морских черепах: находящиеся на грани полного исчезновения кожистые черепахи (Dermochelys coriacea) и бисса (Eletmochelys imbricata) находящаяся под угрозой исчезновения зелёная черепаха (Chelonia mydas) и оливковая черепаха (Lepidochelys olivacea). В Андаманском море обитает всего около 150 дюгоней, разбросанных между провинциями Ранонг и Сатун. Эти виды чувствительны к деградации лугов морских водорослей.
По оценкам, коралловые рифы занимают 73 364 рая (117 км²) в Андаманском море, и лишь 6,4 % находятся в идеальном состоянии.

## Деятельность человека
Море издавна использовалось для ловли рыбы и перевозки грузов между прибрежными странами.

### Рыболовство
Один только Таиланд выловил около 943 000 тонн рыбы в 2005 году и около 710 000 тонн в 2000 году. Из этих 710 000 тонн 490 000 приходится на траление (1017 судов), 184000 — на кошельковый невод (415 судов) и около 30,000 — на жаберные сети. Из общего морского улова Таиланда 41 процент вылавливается в Сиамском заливе и 19 процентов — в Андаманском море. Сорок процентов вылавливается в водах за пределами ИЭЗ Таиланда.
Показатели производства значительно меньше для Малайзии и сопоставимы или выше для Мьянмы. Конкуренция за рыбу привела к многочисленным конфликтам между Мьянмой и Таиландом. В 1998 и 1999 годах они привели к гибели людей с обеих сторон и едва не переросли в военный конфликт. В обоих случаях тайский военно-морской флот вмешался, когда бирманские суда попытались перехватить тайские рыболовецкие суда в спорных морских районах, и тайские истребители, как считалось, были развёрнуты Советом национальной безопасности. Тайские рыболовецкие суда также часто сталкивались с малайзийским флотом до такой степени, что правительство Таиланда было вынуждено предостеречь своих рыбаков от ловли рыбы без лицензии в иностранных водах.
В 2004 году производство морской рыбы в Таиланде составило: пелагической рыбы — 33 %, донной рыбы — 18 %, головоногих моллюсков — 7,5 %, ракообразных — 4,5 %, мусорной рыбы — 30 % и других видов — 7 %. Мусорная рыба относится к несъедобным видам, съедобным видам с низкой промысловой ценностью и молодью, которую выпускают в море. Пелагические рыбы были распределены между анчоусами (Stolephorus spp., 19 %), тропической скумбрией (Rastrelliger brachysoma, 18 %), сардинеллой (Sardinellars spp., 14 %), ставридой (11 %), длиннохвостым тунцом (Thunnus tonggol, 9 %), восточным малым тунцом (Euthynnus affinis, 6 %), ставридой (6 %), большеглазым ставнем (Selar crumenophthalmus, 5 %), индийской скумбрией (Rastrelliger kanagurta, 4 %), королевской макрелью (Scomberomorus cavalla, 3 %), скумбриевидной ставридой (Megalaspis cordyla , 2 %), сельдью (1 %) и другими (2 %). В продукции донной рыбы преобладали красноглазые бычеглазы (Priacanthus tayenus), остроносые лещи (Nemipterus hexodon), заурида-эсо (Saurida undosquamis), короткопёрые зауриды (Saurida elongata) и креветки джинга (Metapenaeus affinis). Большинство видов подвергаются перелову с 1970—1990-х годов, за исключением узкополосой макрели (Scomberomorus commersoni), ставридовых и скумбриевидной ставриды (Meggalaspis spp.). Общий уровень перелова составил 333 % для пелагических и 245 % для донных видов в 1991 году. Головоногие моллюски делятся на кальмаров, каракатиц и моллюсков, причём кальмары и каракатицы в тайских водах состоят из 10 семейств, 17 родов и более 30 видов. Основными видами моллюсков, пойманными в Андаманском море, являются гребешок, кровяной моллюск (Anadara granosa) и короткошеий моллюск. Для их сбора требуются донные снасти земснаряда, которые повреждают морское дно и сами снасти и становятся непопулярными. Так, производство моллюсков снизилось с 27 374 тонн в 1999 году до 318 тонн в 2004 году. Хотя в 2004 году ракообразные составляли лишь 4,5 процента от общего объёма морской продукции, на их долю приходилось 21 процент от общей стоимости. Среди них преобладали банановые креветки, тигровые креветки, королевские креветки, школьные креветки, заливные омары (Thenus orientalis), креветки-богомолы, плавучие крабы и грязевые крабы. Общий вылов в 2004 году составил 51 607 тонн кальмаров и каракатиц и 36 071 тонну ракообразных.

### Минеральные ресурсы
Минеральные ресурсы моря включают залежи олова у берегов Малайзии и Таиланда. Основные порты — Порт-Блэр в Индии; Тавой, Моламьяйн и Янгон в Мьянме; Ранонг в Таиланде; Джорджтаун и Пинанг в Малайзии; и порт Belawan в Индонезии.

### Туризм
Андаманское море, особенно западное побережье Малайского полуострова, а также Андаманские и Никобарские острова Индии и Мьянмы богаты коралловыми рифами и прибрежными островами с впечатляющей топографией. Несмотря на то, что они были повреждены землетрясением и цунами 2004 года на Суматре, они остаются популярными туристическими направлениями. На близлежащем побережье также есть множество морских национальных парков — 16 только в Таиланде, и четыре из них являются кандидатами на включение в список Всемирного наследия ЮНЕСКО.

### Судоходство
Андаманское море издавна является одним из самых важных транспортных узлов. В VIII веке через Андаманское море начали активно развиваться торговые отношения между Индией и Шри-Ланкой на западе и Мьянмой на востоке. Через море проходит судоходный путь в Сингапур.